# 桑德·普里
桑德·普里（1988年5月7日—）是一位愛沙尼亞足球運動員。在場上的位置是中場。他現在效力於愛沙尼亞足球甲級聯賽球隊塔爾圖潭美卡足球俱樂部。他也代表愛沙尼亞國家足球隊參加比賽。